# Hirmoneura philippii
Hirmoneura philippii är en tvåvingeart som först beskrevs av Camillo Rondani 1863.  Hirmoneura philippii ingår i släktet Hirmoneura och familjen Nemestrinidae. Inga underarter finns listade i Catalogue of Life.